# Otto Jírovec
Otto Jírovec (* 31. Januar 1907 in Prag; † 7. März 1972 ebenda) war ein tschechischer Mikrobiologe, nach dem der Erreger Pneumocystis jirovecii benannt ist.
1952 veröffentlichte Otto Jírovec gemeinsam mit Josef Vanek eine Arbeit über die Parasitäre Interstitielle Plasmazellenpneumonie der Frühgeborenen. Gentechnische Untersuchungsmethoden ergaben später, dass der in Ratten vorkommende Erreger Pneumocystis carinii nicht mit dem humanpathogenen Erreger identisch ist. Der humanpathogene Erreger wurde dann nach Otto Jírovec benannt.

## Veröffentlichungen
- zusammen mit Josef Vanek: Parasitäre Pneumonie. Interstitielle Plasmazellenpneumonie der Frühgeborenen, verursacht durch Pneumocystis Carinii. In: Zentralblatt für Bakteriologie, Parasitenkunde, Infektionskrankheiten und Hygiene/Abt. 1, Bd. 158 (1952) Nr. 1/2, S. 120–127.

| Personendaten    | Personendaten              |
| ---------------- | -------------------------- |
| NAME             | Jírovec, Otto              |
| KURZBESCHREIBUNG | tschechischer Mikrobiologe |
| GEBURTSDATUM     | 31. Januar 1907            |
| GEBURTSORT       | Prag                       |
| STERBEDATUM      | 7. März 1972               |
| STERBEORT        | Prag                       |